# مقبره صلاح‌الدین
مقبره صلاح‌الدین (انگلیسی: Mausoleum of Saladin)، محل قبر دفن شده اولین سلطان ایوبیان، صلاح‌الدین ایوبی است که در مسجد اموی دمشق قرار گرفته و این بنا در سال ۱۱۹۶، ۳ سال پس از مرگ صلاح‌الدین ساخته شده‌است.